# 1982-es síkvízi kajak-kenu világbajnokság
Az 1982-es síkvízi kajak-kenu világbajnokságot a Jugoszláviában Belgrádban rendezték 1982-ben. Ez a tizenhetedik kajak-kenu világbajnokság volt. A magyar csapat az éremtáblázaton a harmadik helyezést érte el összesítésben.

## Éremtáblázat
*   Rendező
  *   Magyarország
| Helyezés | Ország        | Arany | Ezüst | Bronz | Összesen |
| -------- | ------------- | ----- | ----- | ----- | -------- |
| 1.       | NDK           | 6     | 3     | 1     | 10       |
| 2.       | Szovjetunió   | 5     | 3     | 3     | 11       |
| 3.       | Magyarország  | 2     | 3     | 6     | 11       |
| 4.       | Jugoszlávia   | 2     | 1     | 0     | 3        |
| 5.       | Svédország    | 1     | 1     | 3     | 5        |
| 6.       | Románia       | 1     | 1     | 1     | 3        |
| 7.       | Franciaország | 1     | 0     | 0     | 1        |
| 8.       | Új-Zéland     | 0     | 2     | 0     | 2        |
| 9.       | Norvégia      | 0     | 1     | 1     | 2        |
| 10.      | Kanada        | 0     | 1     | 0     | 1        |
| 10.      | Csehszlovákia | 0     | 1     | 0     | 1        |
| 10.      | Hollandia     | 0     | 1     | 0     | 1        |
| 13.      | NSZK          | 0     | 0     | 2     | 2        |
| 14.      | Spanyolország | 0     | 0     | 1     | 1        |
| Összesen | Összesen      | 18    | 18    | 18    | 54       |

## Eredmények

### Férfiak

#### Kenu
| Versenyszám | Arany                                         | Arany    | Ezüst                                               | Ezüst    | Bronz                                         | Bronz    |
| ----------- | --------------------------------------------- | -------- | --------------------------------------------------- | -------- | --------------------------------------------- | -------- |
| C1 500 m    | Olaf Heukrodt · NDK                           | 1:54,60  | Sarusi Kis János · Magyarország                     | 1:55,94  | Szergej Posztrehin · Szovjetunió              | 1:56,09  |
| C1 1000 m   | Jörg Schmidt · NDK                            | 4:27,82  | Csépai Dezső · Magyarország                         | 4:28,43  | Vaszilij Berjoza · Szovjetunió                | 4:28,84  |
| C1 10 000 m | Wichmann Tamás · Magyarország                 | 47:16,53 | Jiří Vrdlovec · Csehszlovákia                       | 47:23,56 | Gheorghe Titu · Románia                       | 47:35,23 |
| C2 500 m    | Matija Ljubek · Mirko Nišović · Jugoszlávia   | 1:40,80  | Jurij Laptyikov · Szerhij Petrenko · Szovjetunió    | 1:41,08  | Foltán László · Vaskuti István · Magyarország | 1:41,75  |
| C2 1000 m   | Sarusi Kis János · Hajdú Gyula · Magyarország | 4:00,52  | Matija Ljubek · Mirko Nišović · Jugoszlávia         | 4:02,75  | Olaf Heukrodt · Uwe Madeja · NDK              | 4:05,71  |
| C2 10 000 m | Ivan Patzaichin · Toma Simionov · Románia     | 43:39,26 | Vaszilij Berjoza · Egyem Muradaszilov · Szovjetunió | 43:47,97 | Buday Tamás · Vaskuti István · Magyarország   | 43:52,62 |

C2 1000 méteren a harmadik helyen célba érkezett román Ivan Patzaichin, Toma Simionov egységet kizárták, mert Simionov nem jelent meg a dopping ellenőrzésen.

#### Kajak
| Versenyszám | Arany                                                                                        | Arany    | Ezüst                                                                       | Ezüst    | Bronz                                                                               | Bronz    |
| ----------- | -------------------------------------------------------------------------------------------- | -------- | --------------------------------------------------------------------------- | -------- | ----------------------------------------------------------------------------------- | -------- |
| K1 500 m    | Vlagyimir Parfenovics · Szovjetunió                                                          | 1:45,55  | Peter Hempel · NDK                                                          | 1:45,98  | Lars-Erik Möberg · Svédország                                                       | 1:46,01  |
| K1 1000 m   | Rüdiger Helm · NDK                                                                           | 3:55,50  | Alan Thompson · Új-Zéland                                                   | 3:57,62  | Einar Rasmussen · Norvégia                                                          | 3:58,18  |
| K1 10 000 m | Milan Janić · Jugoszlávia                                                                    | 44:28,02 | Einar Rasmussen · Norvégia                                                  | 44:35,47 | Nyikolaj Asztapkovics · Szovjetunió                                                 | 44:37,25 |
| K2 500 m    | Vlagyimir Parfenovics · Szergej Szuperata · Szovjetunió                                      | 1:33,28  | Alan Thompson · Paul MacDonald · Új-Zéland                                  | 1:33,94  | Matthias Seack · Oliver Seack · NSZK                                                | 1:34,64  |
| K2 1000 m   | Vlagyimir Parfenovics · Szergej Szuperata · Szovjetunió                                      | 3:36,24  | Alwyn Morris · Hugh Fisher · Kanada                                         | 3:37,45  | Luis Gregorio Ramos · Herminio Rodriguez · Spanyolország                            | 3:39,08  |
| K2 10 000 m | Bernard Brégeon · Patrick Lefoulon · Franciaország                                           | 40:09,11 | Ron Stevens · Gert Jan Lebbink · Hollandia                                  | 40:11,28 | Szabó István · Tóth István · Magyarország                                           | 40:14,01 |
| K4 500 m    | Szergej Krivosejev · Igor Gajdamaka · Szergej Kolokolov · Alekszandr Vodovatov · Szovjetunió | 1:24,09  | Frank-Peter Bischof · Frank Fischer · Rüdiger Helm · Harald Marg · NDK      | 1:25,06  | Jens Norqvist · Lars-Erik Möberg · Per-Inge Bengtsson · Thomas Ohlsson · Svédország | 1:25,38  |
| K4 1000 m   | Per-Inge Bengtsson · Lars-Erik Möberg · Thomas Ohlsson · Bengt Andersson · Svédország        | 3:15,70  | Frank-Peter Bischof · Peter Hempel · Rüdiger Helm · Harald Marg · NDK       | 3:15,79  | Matthais Seack · Oliver Seack · Frank Renner · Bernd Hessel · NSZK                  | 3:15,90  |
| K4 10 000 m | Alekszandr Jermilov · Nyikolaj Baranov · Szergej Csuhraj · Vlagyimir Romanovszkij · URS      | 36:21,37 | Petrica Dimofte · Florian Marinescu · Ionel Igorov · Anghei Coman · Románia | 36:26,51 | Petrovics Kálmán · Szélesi Tamás · Rasztótzky János · Helyi Tibor · Magyarország    | 36:27,03 |

### Nők

#### Kajak
| Versenyszám | Arany                                                                     | Arany   | Ezüst                                                                                | Ezüst   | Bronz                                                                     | Bronz   |
| ----------- | ------------------------------------------------------------------------- | ------- | ------------------------------------------------------------------------------------ | ------- | ------------------------------------------------------------------------- | ------- |
| K1 500 m    | Birgit Fischer · NDK                                                      | 2:04,33 | Agneta Andersson · Svédország                                                        | 2:06,29 | Rakusz Éva · Magyarország                                                 | 2:09,42 |
| K2 500 m    | Birgit Fischer · Bettina Streussel · GDR                                  | 1:57,23 | Povázsán Katalin · Géczi Erika · Magyarország                                        | 1:58,34 | Karin Olsson · Agneta Andersson · Svédország                              | 1:59,60 |
| K-4 500 m   | Birgit Fischer · Bettina Streussel · Roswitha Eberl · Kathrin Giese · NDK | 1:37,08 | Inna Sipulina · Nyelli Jefremova · Jekatyerina Golubeva · Saba Komkova · Szovjetunió | 1:38,05 | Dragos Ágnes · Géczi Erika · Povázsán Katalin · Rakusz Éva · Magyarország | 1:38,37 |

## A magyar csapat
Az 1982-es magyar vb keret tagjai:
| férfiak kajak | férfiak kajak                                               | férfiak kajak      |
| ------------- | ----------------------------------------------------------- | ------------------ |
| K1 500 m      | Rajna András                                                | 8.                 |
| K2 500 m      | Irmai István Császár Attila                                 | 7.                 |
| K4 500 m      | Irmai István Császár Attila Sztanity Zoltán Kiss István     | 9.                 |
| K1 1000 m     | Fábián István                                               | nem jutott döntőbe |
| K2 1000 m     | Szabó István Tóth István                                    | 5.                 |
| K4 1000 m     | Rajna András Szélesi Tamás Rasztótzky János Helyi Tibor     | 9.                 |
| K1 10 000 m   | Fábián István                                               | 7.                 |
| K2 10 000 m   | Szabó István Tóth István                                    | Bronzérem          |
| K4 10 000 m   | Petrovics Kálmán Szélesi Tamás Rasztótzky János Helyi Tibor | Bronzérem          |

| férfi kenu  | férfi kenu                   | férfi kenu |
| ----------- | ---------------------------- | ---------- |
| C1 500 m    | Sarusi Kis János             | Ezüstérem  |
| C2 500 m    | Foltán László Vaskuti István | Bronzérem  |
| C1 1000 m   | Csépai Dezső                 | Ezüstérem  |
| C2 1000 m   | Sarusi Kis János Hajdú Gyula | Aranyérem  |
| C1 10 000 m | Wichmann Tamás               | Aranyérem  |
| C2 10 000 m | Buday Tamás Vaskuti István   | Bronzérem  |

| nők      | nők                                                  | nők       |
| -------- | ---------------------------------------------------- | --------- |
| K1 500 m | Rakusz Éva                                           | Bronzérem |
| K2 500 m | Povázsán Katalin Géczi Erika                         | Ezüstérem |
| K4 500 m | Dragos Ágnes Géczi Erika Povázsán Katalin Rakusz Éva | Bronzérem |